# Helmbrechts

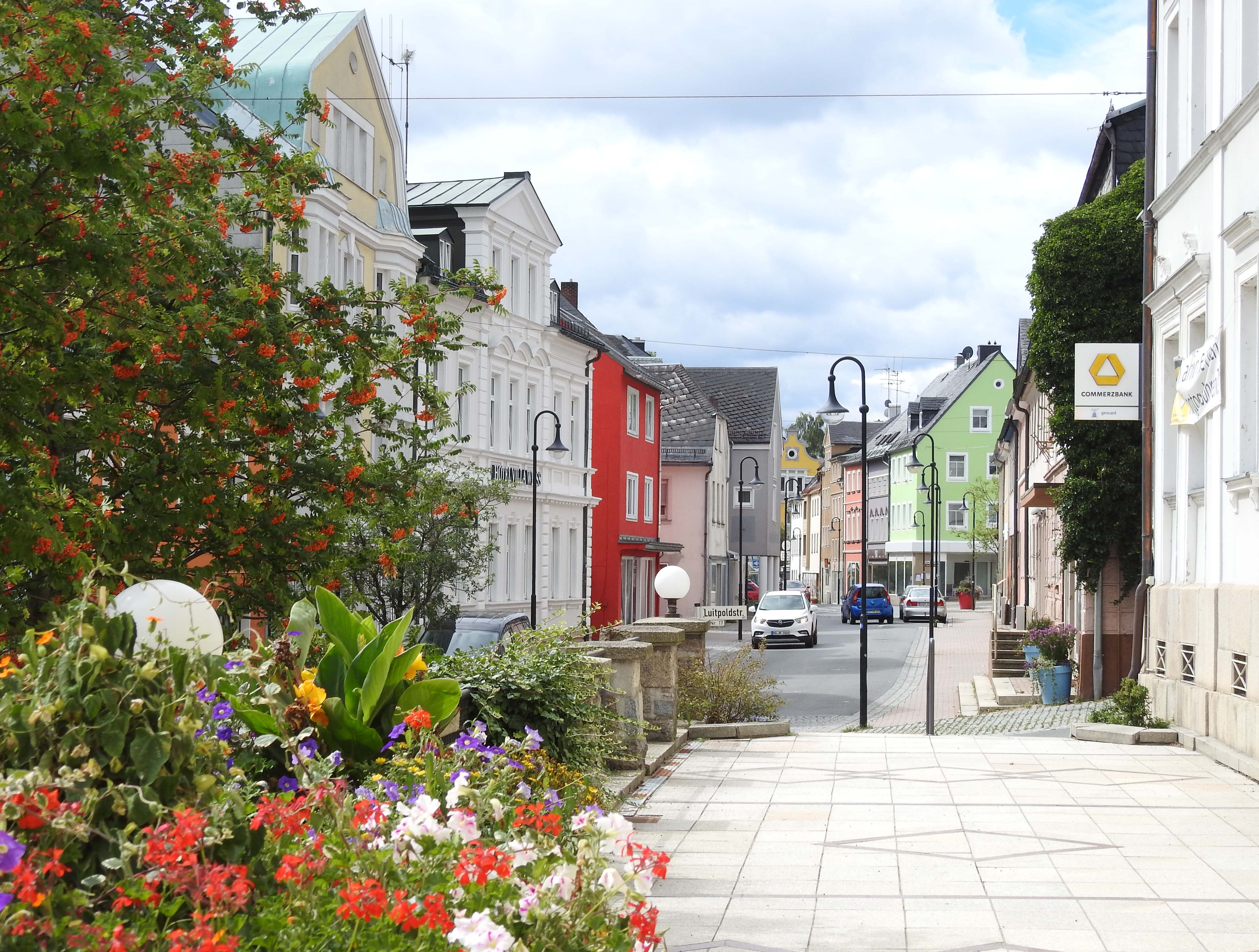
Luitpoldstraße von Norden

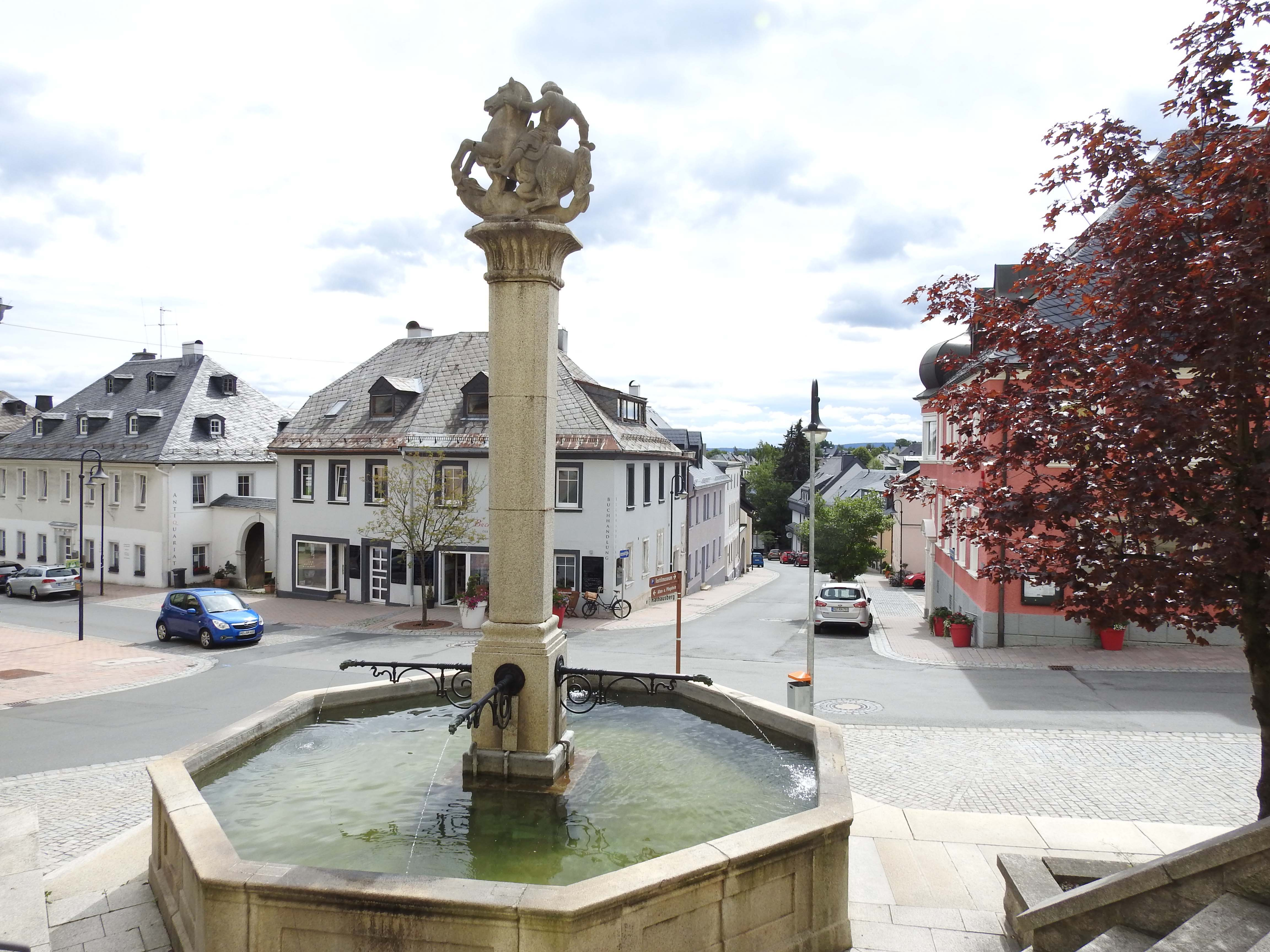
Vom Rathausberg Richtung Süden

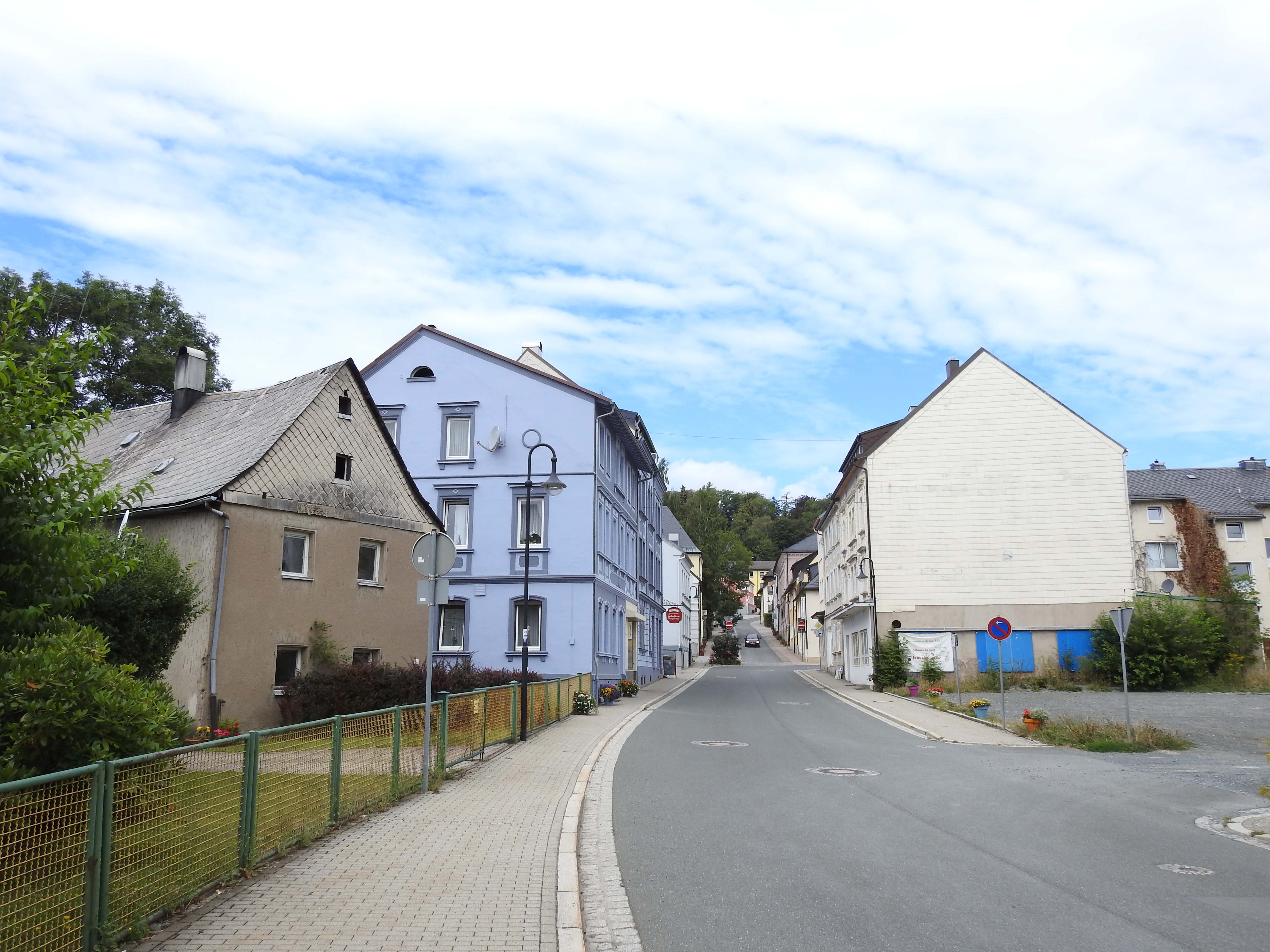
Münchberger Straße

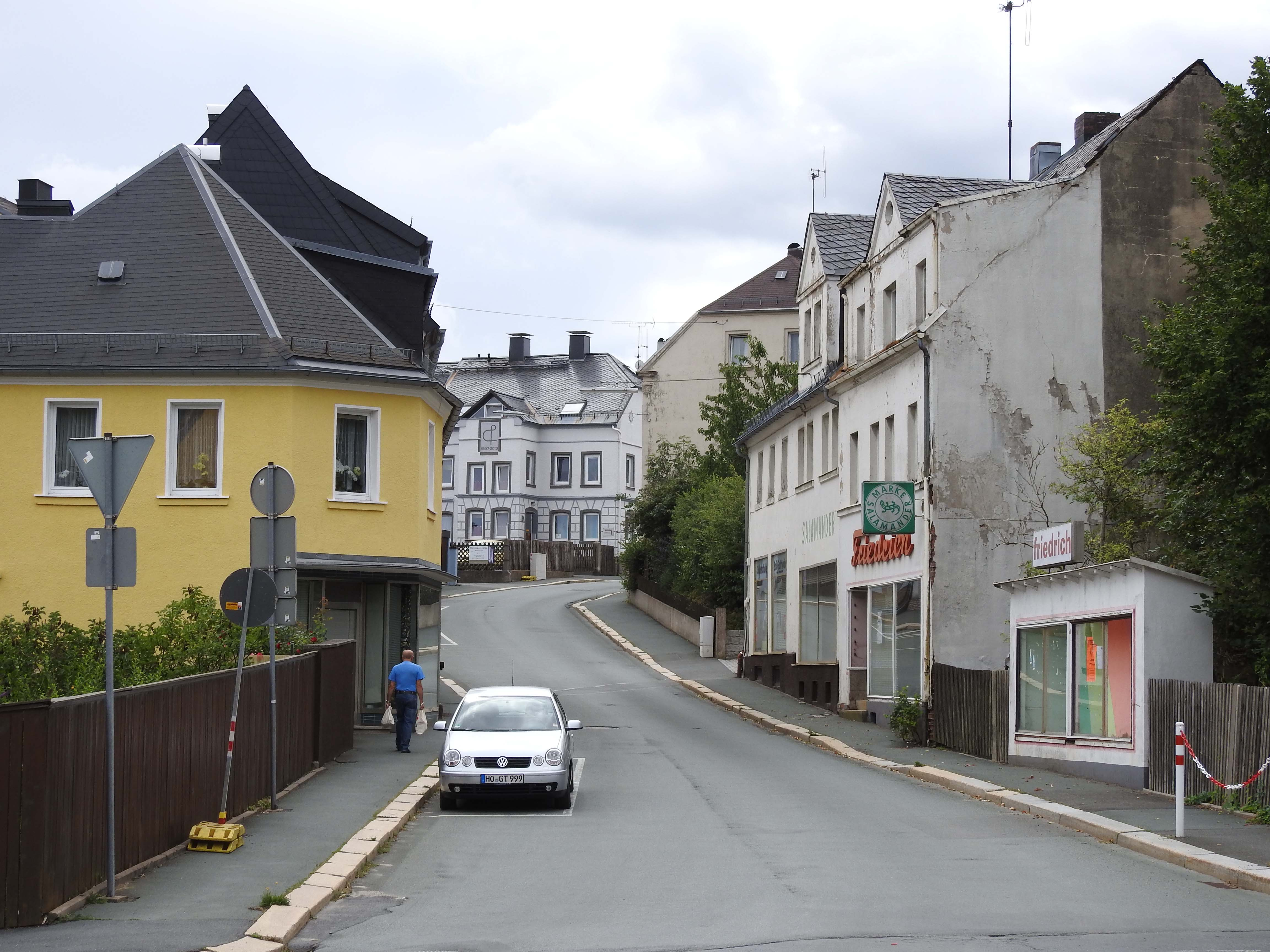
Ottengrüner Straße

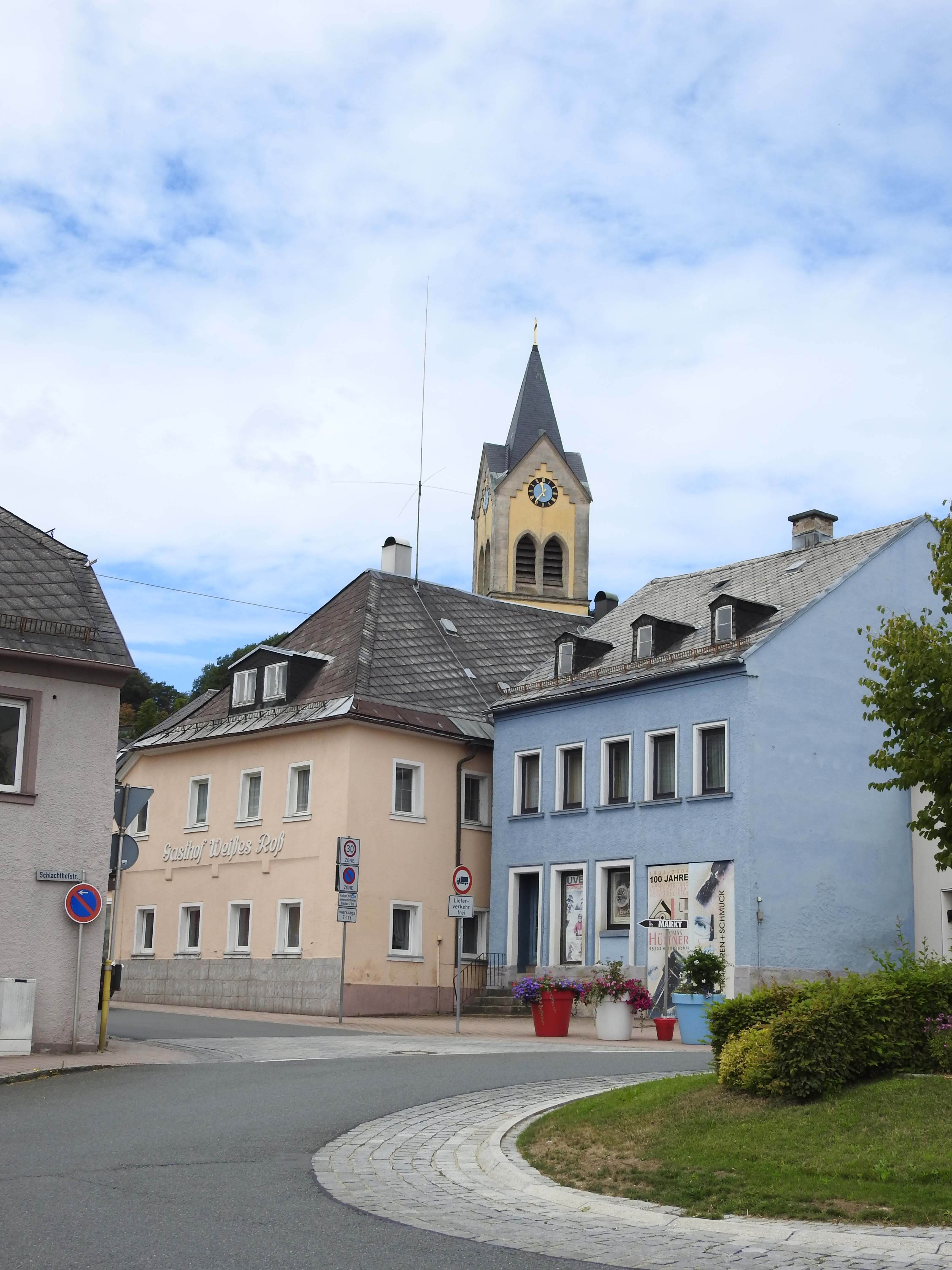
Hofer Straße mit Stadtpfarrkirche

Helmbrechts ist eine Stadt im oberfränkischen Landkreis Hof und liegt etwa 20 Kilometer südwestlich von Hof. Sie ist im bayerischen Landesentwicklungsprogramm als Mittelzentrum ausgewiesen. Helmbrechts ist nach Münchberg und Rehau die drittgrößte Stadt im Landkreis Hof.

## Geographie
Die Stadt liegt auf der Gemarkung Helmbrechts und acht Kilometer von der Bundesautobahn 9 entfernt auf halber Strecke zwischen Kulmbach und Hof am Rande des Frankenwaldes.

### Gemeindegliederung
Es gibt 40 Gemeindeteile (in Klammern ist der Siedlungstyp angegeben):
- Absang (Einöde)
- Almbranz (Dorf)
- Altsuttenbach (Weiler)
- Baiergrün (Dorf)
- Bärenbrunn (Dorf)
- Bischofsmühle (Einöde)
- Buckenreuth (Weiler)
- Bühl (Einöde)
- Burkersreuth (Dorf)
- Dreschersreuth (Dorf)
- Edlendorf (Dorf)
- Einzigenhöfen (Weiler)
- Enchenreuth (ehemaliger Markt)
- Geigersmühle (Weiler)
- Gösmes (Dorf)
- Günthersdorf (Weiler)
- Hampelhof (Einöde)
- Helmbrechts (Hauptort)
- Hohberg (Weiler)
- Hopfenmühle (Einöde)
- Kleinschwarzenbach (Dorf)
- Kollerhammer (Dorf)
- Kriegsreuth (Weiler)
- Lehsten (Dorf)
- Oberbrumberg (Weiler)
- Oberweißenbach (Dorf)
- Ochsenbrunn (Dorf)
- Ort (Dorf)
- Ottengrün (Dorf)
- Ottengrünereinzel (Einöde)
- Rappetenreuth (Weiler)
- Rauhenberg (Einöde)
- Schlegelmühle (Einöde)
- Stechera (Dorf)
- Suttenbach (Dorf)
- Taubaldsmühle (Dorf)
- Unterbrumberg (Weiler)
- Unterweißenbach (Dorf)
- Wüstenselbitz (Pfarrdorf)
- Zimmermühle (Einöde)

Außerdem gibt es die Orte Buckel, Haide, Jägersruh, Kollerhammer-Kleinschwarzenbach, Neubühl, Rappetenreuth-Oberweißenbach, Rappetenreuth-Wüstenselbitz, Spörlmühle, Steinbühl, Steinmühle, Suttenbach-Kleinschwarzenbach, Suttenbach-Oberweißenbach, Thomashölzlein und Wahlhöhe.
Auf dem Gemeindegebiet lagen die Einöden Dürrengrün, Eng, Hilkersreuth, Jaythof und Keferngrün, die mittlerweile allesamt wüst gefallen sind.
Es gibt auf dem Gemeindegebiet die Gemarkungen Ahornberg (Gemarkungsteil 0), Baiergrün, Enchenreuth, Helmbrechts, Kleinschwarzenbach, Oberweißenbach und Wüstenselbitz.

## Geschichte

### Bis zur Gemeindegründung
Der Ort wurde im Jahre 1232 erstmals urkundlich erwähnt. Ein Ritter „Dietericus de Helmbrehtes“ ließ zu jener Zeit die ostfränkische Grafschaft des Radenzgaues besiedeln. In einer anderen Stiftungsurkunde vom 25. Mai 1266 wurde ein „Rudegerus de Helmbrehtes“ als Zeuge genannt, der ein Gefolgsmann der „Schawinsteiner“ war. Es ist ein genitivischer Ortsname zum Personennamen Helmbrecht (als Ausgang etwa das Landgut Helmbrechts).
Der Burggraf von Nürnberg schied 1385 seinen Herrschaftsbereich in zwei Teile, von da an gehörte Helmbrechts zum sogenannten Oberland des Fürstentums Kulmbach (ab 1604 Fürstentum Bayreuth). Da der Burggraf von Nürnberg Schulden bei den Herren von Weida aus der Übernahme der Stadt Hof und des Regnitzlandes hatte, litt Helmbrechts viel unter deren Fehde.
Am 8. Dezember 1408 wurde die Region Schauenstein an den Vogt Heinrich von Gera verkauft, 1410 zurückgekauft und 1413 an Meinhard Götz von E(l)bersdorf und Nikel von Watzdorf weiterveräußert. 1412 wurde eine Stadtmauer mit vier Toren gebaut. 1422 erhielt Helmbrechts vom Nürnberger Burggrafen Friedrich V. Stadtrechte. Da das offizielle Dokument in den Wirren beim Einfall der Hussiten 1430 verloren ging, wurden die Stadtrechte 1449, 1639 und 1755 erneuert. Im Jahre 1424 erfolgte die kirchliche Trennung von Schauenstein, in Helmbrechts wurde erstmals ein eigener Geistlicher eingesetzt. 1445 wurde Helmbrechts von einer Pestwelle erfasst. Der Bergwerksstollen St. Johann unter dem Kirchberg wurde im Jahr 1490 eröffnet. Es ist nicht bekannt, was abgebaut wurde und wie lange er im Betrieb war, die Dauer wird auf ca. 100 Jahre geschätzt. Viele Legenden ranken sich um die Stollen.
Ab 1500 gehörte Helmbrechts zum Fränkischen Reichskreis. 1549 wurde der Vogteibezirk Helmbrechts Kulmbach zugeordnet.
Zur Realgemeinde Helmbrechts gehörte Kollerhammer und Steinmühle. Gegen Ende des 18. Jahrhunderts bestand Helmbrechts aus 180 Anwesen und einer Pfarrkirche und ein Pfarrhaus. Die Hochgerichtsbarkeit sowie die Dorf- und Gemeindeherrschaft stand dem bayreuthischen Stadtrichteramt Münchberg zu. Grundherren waren
- die Gemeinde: 1 halbes Schulhaus;
- das Kastenamt Helmbrechts: 6 Häuser;
- der Bürgermeister und Rat Helmbrechts: 121 Häuser, 2 Mulzhäuser, 46 halbe Häuser, 2 Viertelhäuser;
- die Hofkanzlei Bayreuth: 2 Häuser.[9]

Von 1797 bis 1810 unterstand Helmbrechts dem Justiz- und Kammeramt Münchberg. Infolge des Ersten Gemeindeedikts wurde 1812 der Steuerdistrikt Helmbrechts gebildet. Zu diesem gehörten Haide, Kleinschwarzenbach, Kollerhammer, Schlegelmühle, Spörlmühle und Steinmühle. Zugleich entstand die Munizipalgemeinde Helmbrechts, die deckungsgleich mit dem Steuerdistrikt war. Sie war in Verwaltung und Gerichtsbarkeit dem Landgericht Münchberg zugeordnet und in der Finanzverwaltung dem Rentamt Münchberg (1919 in Finanzamt Münchberg umbenannt). 1818 wurde Kleinschwarzenbach mit Schlegelmühle eine Ruralgemeinde. Etwas später wurde auf dem Gemeindegebiet Steinbühl gegründet. Ab 1862 gehörte Helmbrechts zum Bezirksamt Münchberg (1939 in Landkreis Münchberg umbenannt). Die Gerichtsbarkeit blieb beim Landgericht Münchberg (1879 in Amtsgericht Münchberg umgewandelt). Die Gemeinde hatte 1964 dadurch eine Fläche von 7,682 km².

### Chronik
Sonstige Daten der jüngeren Stadtgeschichte:
| Jahr     | Ereignis |
| -------- | --- |
| 1555     | Pest |
| 1632 ff. | Im Dreißigjährigen Krieg immer wieder durchziehende Truppen                                                                        |
| 1726     | Großbrand (80 Wohnhäuser zerstört)                                                                                                 |
| 1733     | Brand bei dem ein Drittel aller Bürgerhäuser zerstört wurden, daraufhin wurde der Stadt fünf Jahre Steuerfreiheit gewährt          |
| 1807     | Nach dem Frieden von Tilsit wurde Helmbrechts französisch                                                                          |
| 1810     | Napoleon trat die Markgrafschaft Bayreuth an den König von Bayern ab, Helmbrechts wurde bayerisch                                  |
| 1817     | Bau einer Straße von Münchberg nach Helmbrechts                                                                                    |
| 1844     | Großbrand |
| 1850     | Einweihung der Johanniskirche |
| 1867     | Erste Straßenbeleuchtung in Helmbrechts                                                                                            |
| 1871     | Großbrand |
| 1877     | Sogenanntes Weißes Schulhaus wurde gebaut                                                                                          |
| 1887     | Am 1. Juni Einweihung der Bahnstrecke Münchberg–Helmbrechts                                                                        |
| 1895     | Bau des Aussichtsturms auf dem Kirchberg                                                                                           |
| 1924     | Am 1. März Einweihung der Bahnstrecke Selbitz–Helmbrechts                                                                          |
| 1945     | Am 11. und 12. April: Tieffliegerangriffe, am 15. April: Räumung des Außenlagers des KZ Flossenbürg, Einmarsch der US-Streitkräfte |
| 1972     | Feierlichkeiten anlässlich des 550-jährigen Stadtjubiläums                                                                         |
| 1985     | Einweihung des neues Rathauses nach mehrjähriger Bauzeit                                                                           |
| 1997     | Beginn der Arbeiten am längsten Schal der Welt. Zwei Jahre später Eintrag ins Guinness-World-Records-Buch                          |

### KZ-Außenlager Helmbrechts

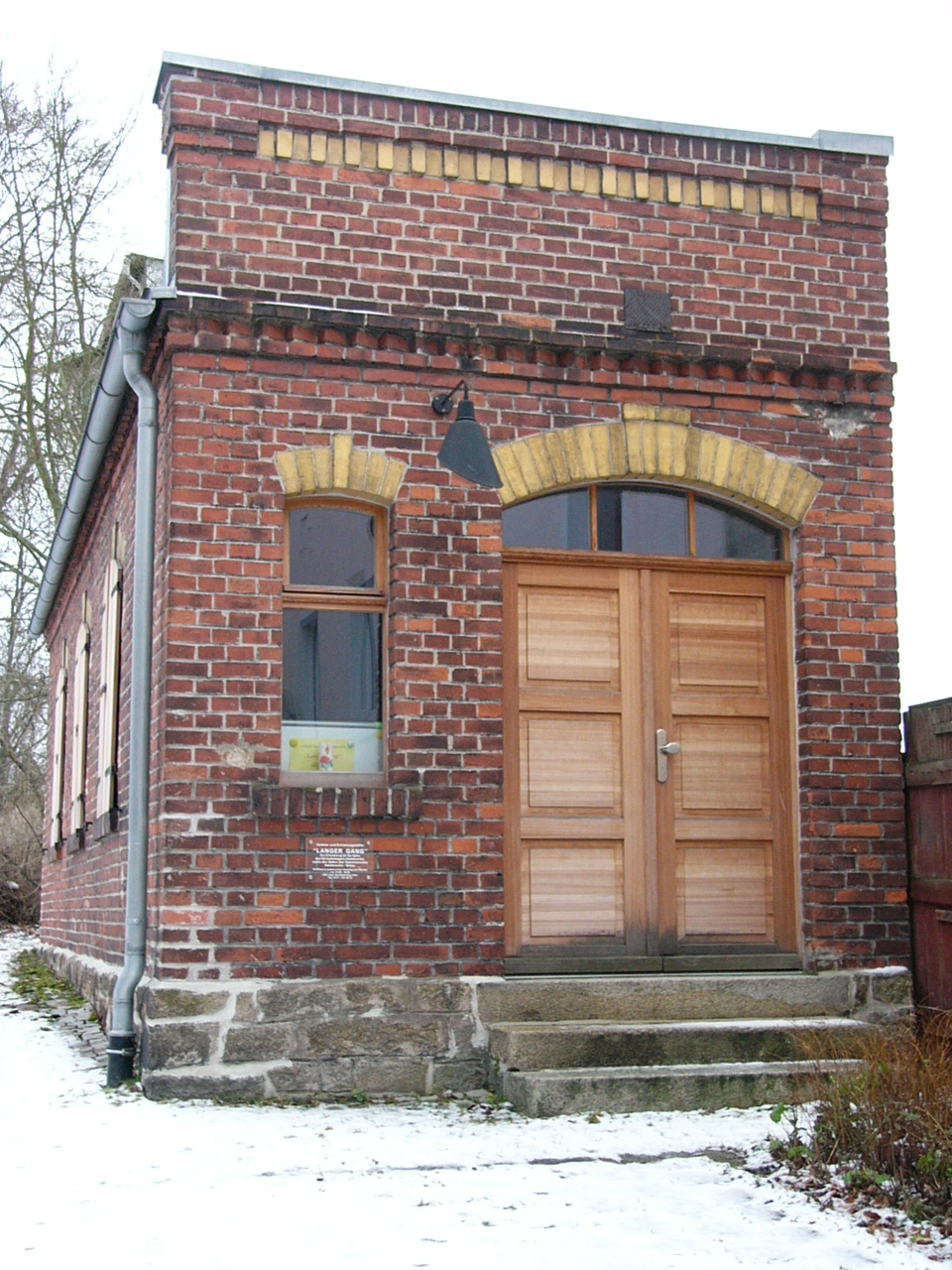
Gedenkstätte Langer Gang in Schwarzenbach an der Saale

Das KZ-Außenlager Helmbrechts war ein im August 1944 bezogenes, aus Holzbaracken bestehendes Konzentrationslager für weibliche Häftlinge, dem KZ Ravensbrück und kurz nach der ersten Belegung dem KZ Flossenbürg unterstellt. Die später bis zu 1000 Insassinnen mussten in den Hallen des Textilunternehmens Witt Zwangsarbeit für die Kabel- und Metallwerke Neumeyer aus Nürnberg leisten. Am 13. April 1945 fand der Todesmarsch von insgesamt 1175 Häftlingen statt, der von Haide aus über Meierhof und Ahornberg nach Schwarzenbach an der Saale (siehe auch Gedenkstätte Langer Gang) und dann über Neuhausen bei Rehau, Franzensbad, Marienbad, Plan und Taus ins böhmische Wallern führte. Über 200 Frauen starben an Erschöpfung oder wurden ermordet.
Lagerleiter war der SS-Unterscharführer Alois Dörr, der eine brutale Herrschaft ausübte. Er musste sich 1969 vor dem Schwurgericht in Hof wegen Mordes in 217 Fällen verantworten. Allein während des Todesmarsches starben 59 Häftlinge auf seinen Befehl hin oder wurden von ihm selbst erschossen. Er wurde zu einer lebenslangen Freiheitsstrafe verurteilt, kam 1979 jedoch aufgrund einer Begnadigung durch den bayerischen Ministerpräsidenten Alfons Goppel frei.

### Eingemeindungen
Im Zuge der Gebietsreform in Bayern wurden am 1. Juli 1972 die Gemeinden Baiergrün, Kleinschwarzenbach, Oberweißenbach und Wüstenselbitz eingegliedert. Am 1. Januar 1977 kamen der Markt Enchenreuth und Gösmes (beide bis 1972 im Landkreis Stadtsteinach) hinzu. Gebietsteile der aufgelösten Gemeinde Ahornberg und der Gemeinde Schauenstein folgten am 1. Mai 1978.

### Einwohnerentwicklung
Im Zeitraum 1988 bis 2018 sank die Einwohnerzahl von 9.897 auf 8.413 um 1.484 bzw. um 15 %. Am 31. Dezember 1996 hatte die Stadt 10.274 Einwohner.
Gemeinde Helmbrechts
| Jahr      | 1812   | 1840   | 1852   | 1861   | 1867   | 1871   | 1875   | 1880   | 1885   | 1890   | 1895   | 1900   | 1905   | 1910   | 1919   | 1925   | 1933   | 1939   | 1946   | 1950   | 1961   | 1970   | 1987   | 1996  | 2010   | 2015   | 2022   |
| Einwohner | 1252   | 1993   | 2106   | 2157   | 2288   | 2486   | 2666   | 2910   | 3381   | 4131   | 4440   | 4854   | 5233   | 5444   | 5011   | 5246   | 6212   | 6428   | 8051   | 8352   | 8283   | 7918   | 10126  | 10274 | 8873   | 8497   | 8390   |
| Häuser    | 177    |        |        |        |        | 230    |        |        | 263    | 322    |        | 367    |        |        |        | 530    |        |        |        | 905    | 1249   |        | 2832   |       |        | 2908   | 2957   |
| Quelle    | [ 10 ] | [ 19 ] | [ 19 ] | [ 20 ] | [ 21 ] | [ 22 ] | [ 23 ] | [ 24 ] | [ 25 ] | [ 26 ] | [ 19 ] | [ 27 ] | [ 19 ] | [ 28 ] | [ 19 ] | [ 29 ] | [ 19 ] | [ 19 ] | [ 19 ] | [ 30 ] | [ 11 ] | [ 31 ] | [ 32 ] |       | [ 33 ] | [ 33 ] | [ 34 ] |

Ort Helmbrechts
| Jahr      | 1812   | 1819   | 1861   | 1871   | 1885   | 1900   | 1925   | 1950   | 1961   | 1970   | 1987   |
| Einwohner | *1203  | †1250  | 2005   | 2278   | 3109   | 4640   | 5016   | 8086   | 8005   | 7869   | 6533   |
| Häuser    | *170   |        |        |        | 235    | 336    | 500    | 870    | 1201   |        | 1696   |
| Quelle    | [ 10 ] | [ 35 ] | [ 20 ] | [ 22 ] | [ 25 ] | [ 27 ] | [ 29 ] | [ 30 ] | [ 11 ] | [ 31 ] | [ 32 ] |

## Politik

### Stadtrat
Die letzten Kommunalwahlen führten zu folgenden Sitzverteilungen im Stadtrat:
| Partei / Liste                                      | 2002 | 2008 | 2014 | 2020 |
| --------------------------------------------------- | ---- | ---- | ---- | ---- |
| Christlich-Soziale Union in Bayern (CSU)            | 8    | 7    | 7    | 6    |
| Sozialdemokratische Partei Deutschlands (SPD)       | 11   | 8    | 8    | 7    |
| Überparteiliche Wählergemeinschaft Stadt und Umland | 3    | 2    | 1    | 1    |
| Helmbrechtser Netzwerk, sprechende Bürger           | 2    | 2    | 3    | 3    |
| Aktive Helmbrechtser                                | –    | 1    | 1    | 1    |
| Bündnis 90/Die Grünen                               | –    | –    | –    | 1    |
| Alternative für Deutschland (AfD)                   | –    | –    | –    | 1    |
| Gesamt                                              | 24   | 20   | 20   | 20   |

### Wappen und Flagge
Wappen
| Wappen von Helmbrechts | Blasonierung: „Gespalten; vorne geviert von Silber und Schwarz; hinten in Silber ein golden bewehrter roter Adler.“ |
| Wappen von Helmbrechts | Wappenbegründung: Nach einem Bericht von 1692 wurde der Stadt 1524 Panier und Wappen verliehen. Aus dieser Zeit stammt auch das älteste Siegel. In dem gespaltenen Schild steht vorne die Zollernvierung, hinten der nach rechts blickende brandenburgische Adler. Das gleiche Bild zeigt eine farbige Abbildung von 1581. In einem Siegel, das um 1600 angefertigt wurde, blickt der Adler nach links, seit 1857 wird er wieder nach rechts blickend dargestellt. Die Zollernvierung zeigt 1819 die bayerischen Landesfarben Silber und Blau, der Adler erschien in dieser Zeit silbern oder auch golden auf blauem Grund. Die für den brandenburgischen Adler typischen Kleestängel sind auf keinem Siegel oder Wappen zu sehen. Dieses Wappen wird seit dem 16. Jahrhundert geführt. |

Flagge
Die Gemeindeflagge ist weiß-rot-weiß.

## Kultur

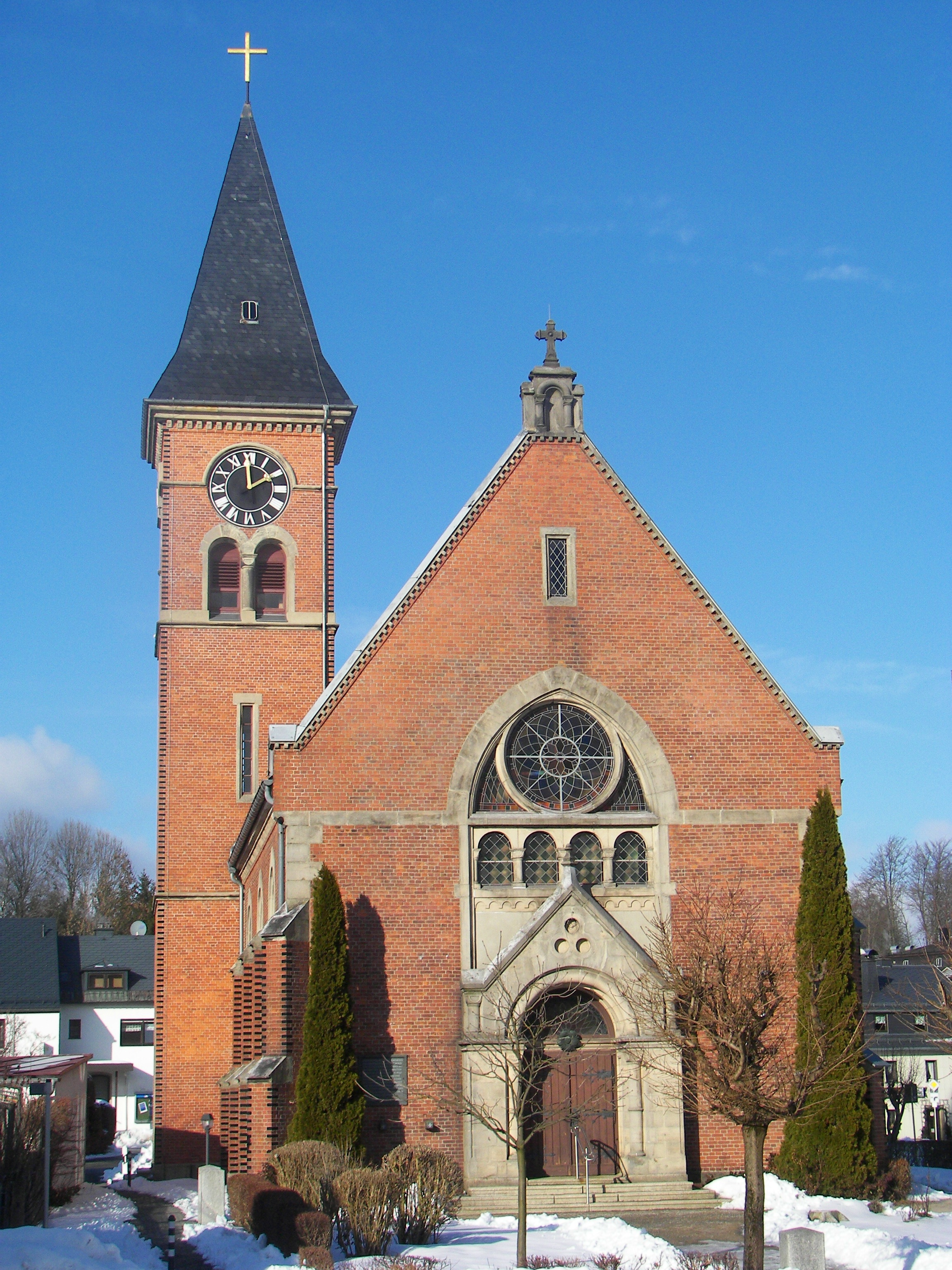
Dr. Martin-Luther-Kirche im Gemeindeteil Wüstenselbitz

### Sehenswürdigkeiten
- Aussichtsturm Kirchberg
- Villa Pittroff[39]

### Bau- und Bodendenkmäler
- St. Johannes der Täufer (Helmbrechts)
- St. Jakobus der Ältere (Enchenreuth)
- Evangelisch-lutherische Christuskapelle (Gösmes)
- Weberhaus (Kleinschwarzenbach, Zum Weberhaus 10)

### Museen
- Oberfränkisches Textilmuseum[40]

## Sport
Fußball: Überregionale Bekanntheit erlangte die Stadt auch durch die Erfolge des VfB Helmbrechts, der zwischen 1963 und 1997 viele Jahre in der Bayernliga spielte, die von 1963 bis 1994 drittklassig und von da ab bis 1997 viertklassig war. Aktuell spielen die VfB-Fußballer in der Kreisklasse Frankenwald.
Handball: Die Handballer des TV 1862 Helmbrechts hatten ihre größten Erfolge mit der Nordbayerischen Vizemeisterschaft 2005 und den damit verbundenen Aufstieg in die viertklassige Handball-Bayernliga 2005/06. Die SG Helmbrechts/Münchberg (seit 2020/21), eine aus dem TV 1862 Helmbrechts und dem TV 1862 Münchberg bestehende Spielgemeinschaft, nimmt derzeit mit drei Männermannschaften, zwei Frauenteams und elf Nachwuchsmannschaften am Spielbetrieb des Bayerischen Handballverbandes (BHV) teil. Den größten Erfolg der Spielgemeinschaft erzielte das erste Frauenteam in der Saison 2022/23 mit der „Nordbayerischen Landesligameisterschaft“ und dem Aufstieg in die viertklassige Bayernliga. Die erste Männermannschaft und das erste Frauenteam spielten beide 2022/23 in der fünftklassigen Landesliga Nord.

## Wirtschaft und Infrastruktur

### Wirtschaft
Helmbrechts ist bis heute ein Zentrum der Textil- und Kunststoffindustrie. Schon im Mittelalter befanden sich in der Stadt Leinen- und Barchentwebereien. Die Bauern suchten sich schon früh damit einen Nebenverdienst zu erwerben, da auf dem nährstoffarmen Boden oft nicht genügend Ernte erzielt werden konnten. Aus diesem Grund wird Helmbrechts von Ortsansässigen auch als „Kleiderschrank der Welt“ bezeichnet. In der Blütezeit der Textilindustrie gab es mehr als 80 Textilunternehmen in Helmbrechts.

### Verkehr

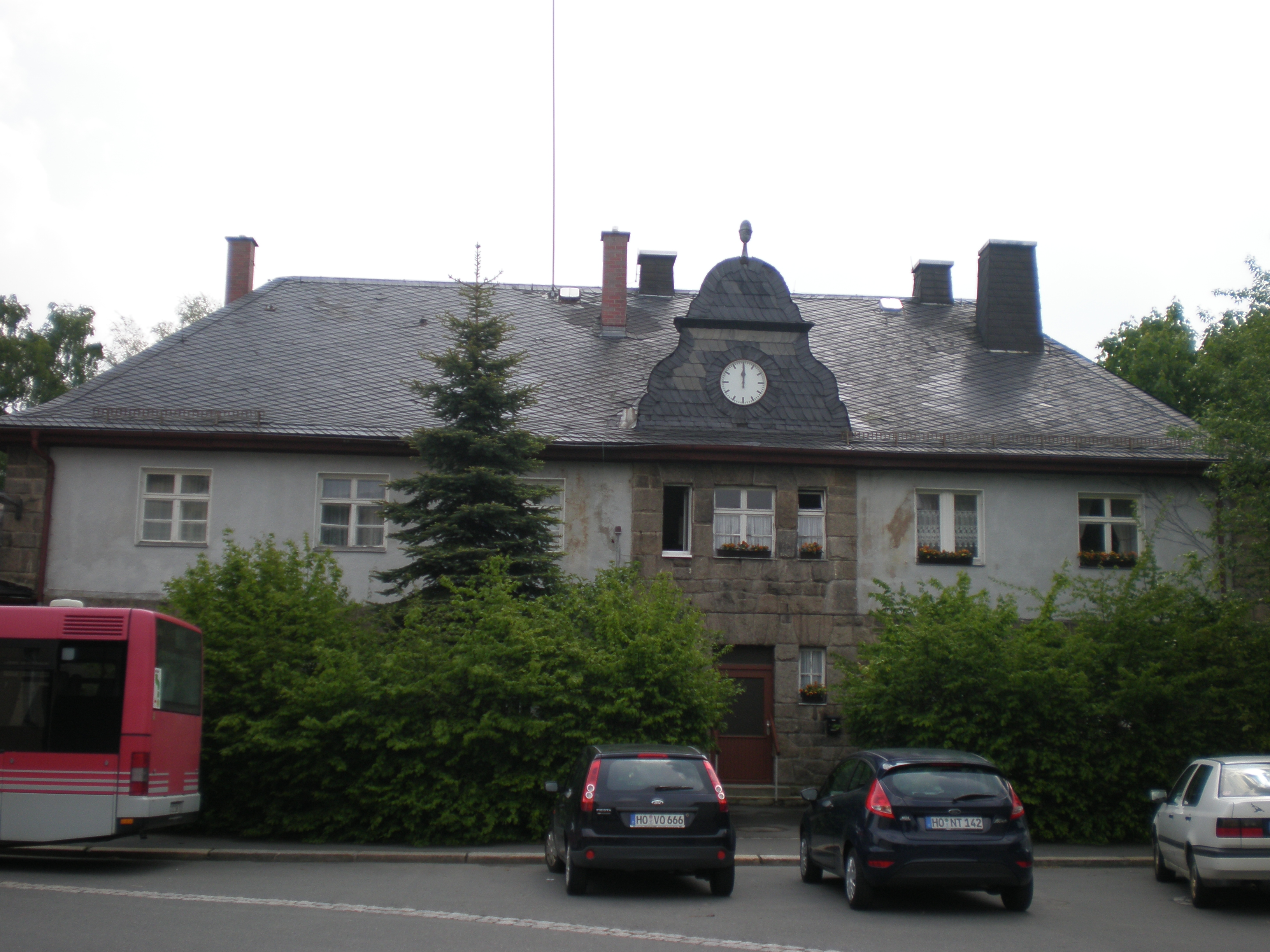
Empfangsgebäude des neuen Bahnhofs

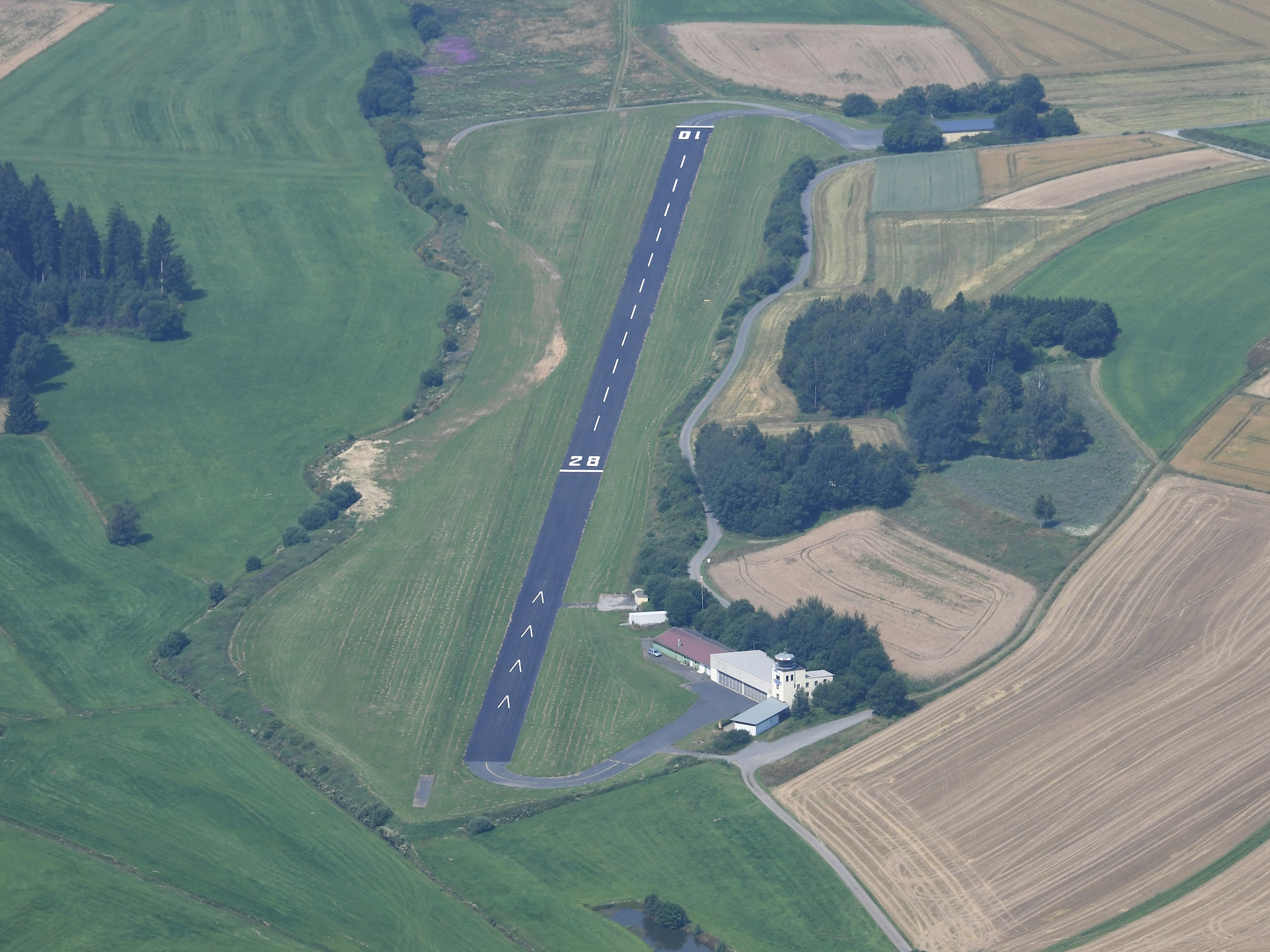
Flugplatz Ottengrüner Heide

#### Straßen
Die Staatsstraße 2194 führt über Kleinschwarzenbach und Döbra nach Schwarzenbach am Wald zur Bundesstraße 173 (9 km nordwestlich) bzw. zur Anschlussstelle Münchberg-Nord der Bundesautobahn 9 und weiter nach Münchberg (7 km südöstlich). Die Staatsstraße 2195 führt über Oberweißenbach und an Enchenreuth vorbei nach Presseck (11,5 km westlich) bzw. über Volkmannsgrün nach Schauenstein (5 km nördlich). In Volkmannsgrün zweigt die Staatsstraße 2693 ab, die über Neudorf und Leupoldsgrün zur Anschlussstelle Hof-West der A 9 verläuft (8,5 km nordöstlich). Die Kreisstraße HO 23 führt nach Wüstenselbitz (2,5 km südwestlich). Die Kreisstraße HO 25 führt die A 9 unterquerend nach Ahornberg (5,5 km östlich). Die Kreisstraße HO 38 führt nach Ottengrün (1,7 km südlich). Eine Gemeindeverbindungsstraße führt nach Meierhof (2 km südöstlich).

#### Eisenbahn
Helmbrechts ist Endpunkt der Bahnstrecke Münchberg–Helmbrechts, früher außerdem Endpunkt der mittlerweile stillgelegten Bahnstrecke Selbitz–Helmbrechts. Nach Münchberg verkehren Regionalbahnen (RB) weitgehend im Stundentakt. Die ehemalige Strecke Richtung Selbitz wird teilweise als Bahntrassenradweg genutzt.
Der erste Bahnhof wurde am 15. November 1886 als Endbahnhof der Strecke Münchberg–Wüstenselbitz–Helmbrechts mit der Fahrt eines „Probezugs“ eröffnet und anschließend im Güterverkehr betrieben. Die Eröffnung für den Personen- und Stückgutverkehr zog sich bis zum 1. Juni 1887 hin. In der Folge ließen sich bald mehrere mechanische Textilbetriebe im Ort nieder.
1924 wurde der Bahnhof um ca. 500 Meter versetzt, das alte Gebäude 1986 abgerissen. Am 29. Februar 1924 wurde der Lückenschluss nach Selbitz zur Bahnstrecke Hof–Bad Steben fertiggestellt, der Helmbrechtser Bahnhof mit dem neuen Empfangsgebäude wurde Durchgangsbahnhof.
Der Reisezugverkehr in Richtung Selbitz endete 1976, ein bescheidener Güterverkehr bis Schauenstein wurde zunächst aufrechterhalten. Am 31. Dezember 1978 wurde auch dieser Restabschnitt stillgelegt.

#### Flugplatz
Am Südrand der Stadt liegt der Flugplatz Ottengrüner Heide.

### Bildungseinrichtungen
- Staatliche Realschule Helmbrechts[47]
- Otto-Knopf-Grund- und Mittelschule Helmbrechts[48]
- Ökostation Helmbrechts

### Freizeit- und Sportanlagen
Helmbrechts hat ein Hallenwellenbad, zwei bewirtschaftete Naturfreibäder, einen Sonderlandeplatz (SFZ Ottengrüner Heide) und einen „FunPark“. Es gibt markierte Rund- und Radwanderwege, darunter einen Jakobsweg sowie Loipen im Winter. Die Europäischen Fernwanderwege E3 und E6 berühren die Stadt. Der Tennisclub Helmbrechts besteht seit 1949 und verfügt über eine Anlage mit zwei Plätzen.
Im Gemeindeteil Wüstenselbitz gibt es einen Schützenverein und einen Kegelverein.

## Persönlichkeiten

### Söhne und Töchter der Stadt
- Carl Wölfel (1833–1893), Baumeister und Ziegelfabrikant
- Carl Schmidt-Helmbrechts (1872–1936), Maler und Radierer
- Philipp Schuberth (1893–1944), Widerstandskämpfer und NS-Opfer
- August Greim (1895–1975), Politiker (NSDAP)
- Gustav Borger (1899–1989), Pathologe und Hochschullehrer
- Ernst Heimeran (1902–1955), Schriftsteller und Verleger
- Otto Knopf (1926–2005), Dichter und Autor
- Kurt Mohr (1926–2017), Geologe und Hochschullehrer
- Werner Hohenberger (* 1948), Chirurg, Onkologe und Krebsforscher, ehemaliger Präsident der Deutschen Krebsgesellschaft

### Personen, die mit der Stadt in Verbindung stehen
- Christian Nützel (1881–1942), Lehrer und Volksliedsammler